# Mieke Andela-Baur
Maria Agnes Henriëtte (Mieke) Andela-Baur (Nieuwenhagen, 5 februari 1923 – Bolsward, 2 januari 2016) was een politica namens de KVP en het CDA.
Na de Hogere Burgerschool-b in Limburg volgde ze een opleiding tot lerares op de huishoudschool aan de kweekschool, en ging ook als zodanig aan de slag. Na het huwelijk van de Limburgse boerendochter met een Friese boer ging ze daar ook wonen, en werd ze er actief in vele maatschappelijke organisaties, onder andere bij de Katholieke Plattelandsvrouwen (was hier onder meer voorzitter). In 1970 werd ze lid van de gemeenteraad van Franekeradeel en de Provinciale Staten van Friesland, en in 1976 vervulde ze een vacature in de Tweede Kamer der Staten-Generaal. Met korte tussenpozen was ze hiervan lid tot in 1986 - iedere keer als opvolger bij een vacature. Hield zich in de Tweede Kamer bezig met gehandicaptenbeleid, onderwijs (Friese taal, volwasseneneducatie), volksgezondheid, culturele minderheden en landbouw (dierproeven, landbouwonderwijs). Ze was voorzitter commissie gehandicapten en culturele minderheden ven omstreeks 1983 tot juni 1986 en ondervoorzitster vaste commissie voor Onderwijs en Wetenschappen (Tweede Kamer der Staten-Generaal), van 1 december 1982 tot 3 juni 1986.
Naast haar Kamerlidmaatschap was ze actief bij diverse organisaties; zo was ze voorzitter van het Fries Beraad, vicevoorzitter van de Nationale Unesco-commissie en bestuurslid bij het Nederlands Instituut voor Zorg en Welzijn. In 1988 werd ze benoemd tot officier in de Orde van Oranje-Nassau.
- Biografisch Portaal: 07150520
- Parlement.com: vg09lliq6gvv